# 994
Năm 994 là một năm trong lịch Julius.